# Léon Foucault
Jean Bernard Léon Foucault (født 18. september 1819, død 11. februar 1868) var en fransk fysiker, der udviklede et meget præcist forsøg til bestemmelse af lysets hastighed ved hjælp af et roterende og et stationært spejl med meget stor afstand (35 km), et såkaldt "Fizeau-Foucault apparat".
Han er også kendt for sit eksperimentelle bevis for Jordens rotation om sin egen akse ved hjælp af et tungt pendul ophængt i en meget lang snor. Et sådan pendul hedder derfor et Foucaultpendul eller Foucaults pendul. En nøjagtig kopi af det originale Foucaultpendul hænger den dag i dag fra den 67 meter høje kuppel i Panthéon i Paris. Pendulet findes også i København, Øster Voldgade 10 i forhallen.[kilde mangler]